# サンプラー (レコード)
サンプラーとは、コンピレーション・アルバムの一種で、複数のアーティスト/グループの音源を複数収めたレコードを無料頒布もしくは格安販売する形態のことである。
世界で初めてのサンプラーは1968年にCBSレコードからリリースされた The Rock Machine Turns You On である。様々な音楽家の入り口として大きな役割を果たすものの、1970年代末にはサンプラーという手法は廃れていく。その後復活するのは1990年代半ばになってからで、パンク・ロックなどを扱うレコード・レーベルから多くリリースされるようになった。さらに手軽なコンパクト・ディスクの利点を生かし、商品に添付して頒布される例もある。